# Visual J Sharp
Visual J# — созданная фирмой Майкрософт для платформы .NET Framework интегрированная среда разработки на Java-подобном языке. Особо следует подчеркнуть, что язык среды Visual J# не является языком Java, он лишь обеспечивает Java-подобный синтаксис и мнемонику. Это и подчеркивается названием J# (J Sharp).
Среда Visual J# не требует для своей работы (для компиляции программ) в наличии Sun JDK, и генерирует код, предназначенный для выполнения не в среде Java — JRE, а в исполняющей среде .NET Framework CLR. Генерировать программы, предназначенные для выполнения на платформе Win32 (то есть не на платформе .NET) Visual J#, в отличие от предыдущей Java-подобной среды Microsoft — Visual J++, не может.
Программы, созданные в среде Visual J#, не могут работать на «голом» .NET CLR, им требуется для выполнения дополнительная runtime-библиотека, предоставляющая ещё один уровень абстракции, лежащий между .NET CLR и программой на J# — так называемый Visual J# Redistributable.
Заявленной целью разработки Visual J# было облегчение перехода разработчиков с платформы Java на платформу .NET Framework. Однако эта цель достигнута не была по ряду причин, прежде всего из-за неполной совместимости J# с Java. Тем разработчикам на Java, которые всё же решили перейти на платформу .NET, оказалось в большинстве случаев проще изучить C# или Managed C++ и начать писать на нём, чем изучать отличия J# от Java и привыкать к нему. По этой причине Visual J# широкой популярности не получил.
Язык Visual J# поддерживался Visual Studio 2005, но не вошёл в Visual Studio 2008.